# Опадчий Федір Федорович
Фе́дір Фе́дорович Опа́дчий (нар.1 (14) січня 1907 — пом. 10 квітня 1996) — радянський військовий льотчик-випробувач, Герой Радянського Союзу (1957), заслужений льотчик-випробувач СРСР (1959).

## Життєпис
Народився 1 (14) березня 1907 року в селі Ротівка (нині у Путивльському районі Сумської області України) у селянській родині. Українець. У 1920 році закінчив 4 класи сільської школи, в 1925 році — профтехшколу у Глухові. Працював слюсарем-механіком на цукровому заводі на хуторі Михайлівському (нині — місто Дружба Ямпільського району Сумської області) і в селі Ракитне на Білгородщині.
З жовтня 1929 року у В Червоній армії. До лютого 1930 року служив червоноармійцем в 6-м авіапарку в Ленінградському військовому окрузі. Член ВКП(б) з 1931 року.
У 1931 році закінчив Гатчинську військову авіаційну школу, був залишений у ній льотчиком-інструктором. У 1932—1933 роках — льотчик-інструктор Луганської військової авіаційної школи льотчиків. З березня 1933 року служив у стройових частинах ВПС в Московському військовому окрузі.
З червня 1936 по серпень 1943 року — льотчик-випробувач Науково-випробувального інституту ВПС. У червні-липні 1941 року здійснював державні випробування бомбардувальника АНТ-58, що став прообразом відомого бомбардувальника Ту-2. Брав участь в держвипробуваннях бомбардувальників АНТ-40 та ДБ-3, відпрацьовував бомбометання з пікірування.
Брав участь у радянсько-фінської війни: з грудня 1939 по березень 1940 року — командир авіаескадрильї 85-го бомбардувального авіаційного полку. Здійснив 21 бойовий виліт на бомбардувальнику ДБ-3. Одним з перших застосував у бойових умовах бомбометання з пікірування.
Під час Німецько-радянської війни: з липня по серпень 1941 року  — заступник командира 410-го бомбардувального авіаційного полку (Західний фронт), сформованого з льотчиків-випробувачів Науково-випробувального інституту ВПС. Брав участь в оборонних боях на Західному напрямку. Зробив 9 бойових вильотів на бомбардувальнику Пе-2. У вересні 1941 року брав участь у формуванні 187-ї окремої коректувально-розвідувальної авіаескадрильї, яка складалася як з радянських літаків, так і літаків німецького виробництва. Після важкої аварії на літаку тривалий час перебував на лікуванні і зміг повернутися до льотної роботи тільки в травні 1942 року.
З серпня 1943 року по січень 1946 року — льотчик-випробувач Дослідного конструкторського бюро (ОКБ) Мясищева. Провів випробування дослідних літаків ДВБ-102 з моторами М-71ТК-3 (1944—1945), ДБ-108 (1945), ДІС з моторами ВК-107А (1945).
З січня 1946 року по 1951 рік — льотчик-випробувач ОКБ Туполєва. В різний час проводив випробування літаків Ту-2, Ту-70, Ту-14, Ту-18, Ту-80, а також брав участь у випробуваннях літаків Ту-4, Ту-8, Ту-7, Ту-10, Ту-82.
З 1951 року по грудень 1957 року — льотчик-випробувач ОКБ Мясищева. Підняв у небо й провів випробування дослідного літака ШР (в 1952 році), реактивного стратегічного бомбардувальника М-4 (в 1953—1955 роках). Брав участь у випробуваннях реактивного стратегічного бомбардувальника 3М.
У 1957 році за проведення випробувань стратегічного бомбардувальника М-4 удостоєний Ленінської премії.
У грудні 1957 року полковник Опадчий звільнений в запас. Жив в Москві. До 1960 року працював методистом в ОКБ Мясищева. Помер 10 квітня 1996 року на 89 році життя.

## Звання та нагороди
7 лютого 1957 року полковнику Федору Федоровичу Опадчому присвоєно звання Героя Радянського Союзу за мужність і героїзм, проявлені при випробуваннях нової авіаційної техніки. З 1959 року також заслужений льотчик-випробувач СРСР.
Також нагороджений:
- 2-ма орденами Леніна
- 5-ма орденами Червоного Прапора
- 2-а орденами Вітчизняної війни І ступеня
- 2-а орденами Червоної Зірки
- медалями

## Вшанування пам'яті
У Глухові на будинку колишньої профтехшколи, в якій навчався Федір Федорович Опадчий, встановлена меморіальна дошка.